# ويل جونسون (لاعب كرة قدم)
ويل جونسون (21 يناير 1987 بتورونتو في كندا - ) هو لاعب كرة قدم كندي في مركز الهجوم. شارك مع منتخب كندا تحت 17 سنة لكرة القدم ومنتخب كندا تحت 20 سنة لكرة القدم ومنتخب كندا لكرة القدم. أما مع النوادي، فقد لعب مع بورتلاند تمبرز ودي غرافشاب وريال سالت ليك وشيكاغو فاير ونادي تورونتو ونادي هيرنفين وبروتلاند تمبرز 2 وChicago Fire U-23 ‏.

## وصلات خارجية
- ويليام جونسون على موقع الاتحاد الدولي (مؤرشف)  (الإنجليزية)
- ويليام جونسون على موقع الدوري الأمريكي (الإنجليزية)
- ويليام جونسون على موقع قاعدة بيانات كرة القدم.إي يو (الإنجليزية)
- ويليام جونسون على موقع ناشيونال فوتبول تيمز (الإنجليزية)
- ويليام جونسون على موقع Soccerway.com (الإنجليزية)
- ويليام جونسون على موقع عالم كرة القدم.نت (الإنجليزية)
- ويليام جونسون على موقع AS.com (الإسبانية)